# Ludwigsmedaille

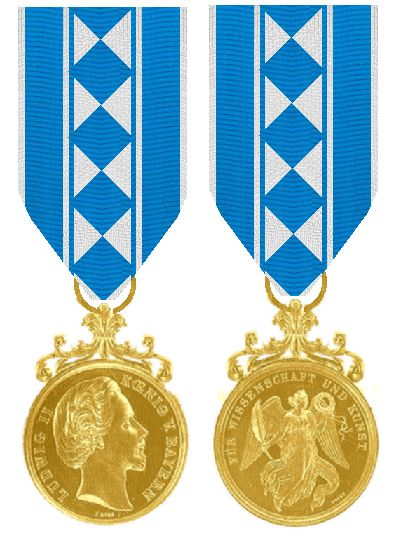
Ludwigsmedaille

Die Ludwigsmedaille für Wissenschaft, Kunst und Industrie wurde am 25. August 1872 von König Ludwig II. von Bayern gestiftet und bis zum Ende des Königreichs Bayern 1918 vergeben.

## Abteilungen
Die Ludwigsmedaille besteht aus zwei Abteilungen:
- Abteilung A für Wissenschaft und Kunst
- Abteilung B für Industrie, Gewerbe, Landwirtschaft und Handel

## Aussehen
Die Medaille wurde zunächst aus Gold gefertigt und am 13. Juli 1914 um eine Stufe in Silber erweitert. 
Die Medaille zeigt im Avers das Bildnis des Stifters mit dem Schriftzug LUDWIG II KÖNIG VON BAYERN. Im Revers unterscheiden sich die Abteilungen. 
- Abteilung „A“ zeigt einen geflügelten Genius, der mit der einen Hand einen Lorbeerkranz emporhebt und in der anderen eine Palme trägt.[1] Umlaufend die Inschrift FÜR WISSENSCHAFT UND KUNST.
- Abteilung „B“ zeigt lediglich ein Lorbeerkranz mit der Umschrift DEM VERDIENSTE zu sehen.

Die Porträtseite des Ehrenzeichens wurde von Johann Adam Ries entworfen und trägt seine Signatur.
Das Ordensband ist hellblau mit schmalen weißen Bord- und breiteren Mittelstreifen. Darin befinden sich blaue bayerische Wecken.
Pro Jahr wurde die Ludwigsmedaille maximal sechs Mal verliehen. Nach dem Tod des Inhabers war die Medaille rückgabepflichtig. Nur bei besonderen Umständen konnte sie auf Bitten der Hinterbliebenen als Andenken belassen werden.
Die Medaille ist nicht zu verwechseln mit der Ludwigsmedaille der Technischen Universität München / TUM.

## Bekannte Inhaber
- 1872: Wilhelm Hauschild[4], Maler, Jean Schoen, Michael Echter, Maler, Franz Napoleon Heigel, Maler
- 1873: Heinrich Richter, Schauspieler, Theaterregisseur und Hochschullehrer, Hermann Manz, Verleger, Buch- und Kunsthändler
- 1876: Friedhold Fleischhauer, Konzertmeister
- 1879: Isabella Braun, Schriftstellerin
- 1882: Alfred Naumann, Fotograf
- 1896: Georg Jakobides, Maler
- 1900: Richard Stury, Schauspieler
- 1913: Karl Hagemeister, Maler